# 오타케 나오토
오타케 나오토(일본어: 大嶽 直人, 1968년 10월 18일 ~ )는 일본의 전 축구 선수, 현 축구 지도자로 현재 J3리그 FC 오사카의 사령탑을 맡고 있으며 현역 시절 요코하마 플뤼겔스와 교토 상가에서 수비수로 활약했다.

## 선수 시절

### 클럽
1968년 일본 시즈오카현 시즈오카시 출생으로 1991년 전일본공수(요코하마 플뤼겔스) 입단을 통해 프로에 전격 데뷔하여 1997년까지 6년동안 공식전 234경기 3골로 J리그컵 2번의 4강 진출(1993, 1997), 1993년 천황배 우승, 1994-95년 아시안 컵위너스컵 우승, J리그 1996 3위, 1997년 천황배 준우승 등의 성과를 이끌어내며 요코하마 플뤼겔스의 핵심 수비수로 활약했다.
1997 시즌을 마친 후 같은 J1리그의 교토 퍼플 상가로 트레이드되어 2001 시즌까지 4시즌동안 공식전 119경기 3골을 기록하며 2000년 천황배 4강, J리그 디비전 2 2001 우승 등을 이끈 뒤 2001 시즌을 끝으로 10년간의 현역 생활을 마무리했다.

### 국가대표팀
그는 1988년 AFC 아시안컵에 참가할 일본 국가대표 B팀에 발탁되었다.
자국에서 열린 1992년 AFC 아시안컵 본선 엔트리에 합류하여 팀의 우승을 경험했지만 단 1경기도 출전하지 못했고 그 후 1994년 9월 27일 홈에서 열린 호주와의 친선 경기에서 국제 A매치 첫 경기를 치렀으나 이후에는 좀처럼 대표팀에 발탁되지 못했다.

## 지도자 경력

### 이가 FC 쿠노이치 미에
선수 은퇴 후 9년이 지난 2010년 나데시코 리그의 이가 FC 쿠노이치 미에의 사령탑으로 부임하며 본격적인 지도자 커리어를 시작한 뒤 2년간 팀을 이끌며 황후배 2회 연속 4강 진출(2011, 2012), 2012년 나데시코 리그컵 4강 진출 등의 성과를 남겼다.
그 후 2018년 이가 쿠노이치의 사령탑으로 복귀하여 2021년까지 팀의 사령탑을 맡으며 나데시코 리그 디비전 2 2018 우승, 나데시코 리그 디비전 1 2019 4위, 나데시코 리그 디비전 1 2021 우승 등을 이끌어낸 뒤 2021 시즌을 끝으로 이가 쿠노이치의 사령탑 자리에서 물러났다.

### 가고시마 유나이티드
2022 시즌부터 2023 시즌까지 J3리그 가고시마 유나이티드의 사령탑을 맡으며 J3리그 2022 3위, J3리그 2023 준우승 및 차기 시즌 J2리그 승격의 성과를 거둔 뒤 2023 시즌을 끝으로 가고시마와 작별을 고했다.

### FC 오사카
2024 시즌을 앞두고 같은 J3리그의 FC 오사카의 감독으로 선임되었다.

## 통계
| 일본 | 일본 | 일본 |
| 연도 | 출전 | 득점 |
| ---- | ---- | ---- |
| 1994 | 1    | 0    |
| 통산 | 1    | 0    |

## 대회 성적

### 클럽 (선수)
요코하마 플뤼겔스
- J1리그 : 3위 (1996)
- J리그컵 : 4강 (1993, 1997)
- 천황배 : 우승 (1993), 준우승 (1997)
- 아시안 컵위너스컵 : 우승 (1994-95)

교토 상가
- 천황배 : 4강 (2000)
- J2리그 : 우승 (2001)

### 국가대표팀 (선수)
일본
- AFC 아시안컵 : 우승 (1992)

### 클럽 (지도자)
이가 FC 쿠노이치 미에
- 나데시코 리그 디비전 1 : 우승 (2021), 4위 (2019)
- 나데시코 리그 디비전 2 : 우승 (2018)
- 황후배 : 4강 (2011, 2012)
- 나데시코 리그컵 : 4강 (2012)

가고시마 유나이티드
- J3리그 : 준우승 (2023), 3위 (2022)